# Ferdinandovac
Ferdinandovac je općina u sjeveroistočnoj Hrvatskoj. Nalazi se u Koprivničko-križevačkoj županiji.

## Povijest
Dana 18. lipnja 1941., rješenjem ministra unutarnjih poslova NDH, promjenjeno je ime sela i upravne općine Jelačićevo u Ferdinandovac.

## Zemljopis
Slikovit poljoprivredni kraj okružen šumom nalazi se u neposrednoj blizini toka rijeke Drave.
Pruža velike mogućnosti za razvoj ekološke poljoprivrede. Na području općine nalazi se nekoliko zasad neiskorištenih geotermalnih izvora vode zagrijane do čak 98 °C, a tu su i brojna nalazišta plina. Šume Ferdinandovca obiluju kako krupnom tako i velikim brojem sitne divljači, a rijeka je Drava mnogim ribičima podarila kapitalne primjerke soma, šarana i smuđa.

## Stanovništvo
Prema popisu stanovništva iz 2001. godine, općina Ferdinandovac imala je 2107 stanovnika, raspoređenih u 2 naselja:
- Brodić - 123
- Ferdinandovac - 1984

Prema popisu stanovništva iz 2011. godine, općina Ferdinandovac imala je 1750 stanovnika:
- Brodić - 74
- Ferdinandovac - 1676

Prema popisu stanovništva iz 2021. godine, općina Ferdinandovac imala je 1428 stanovnika:
- Brodić - 63
- Ferdinandovac - 1365

| broj stanovnika | 1093  | 1382  | 1780  | 3126  | 3272  | 3624  | 3779  | 3787  | 3467  | 3514  | 3268  | 2881  | 2497  | 2293  | 2107  | 1750  | 1415  |
|                 | 1857. | 1869. | 1880. | 1890. | 1900. | 1910. | 1921. | 1931. | 1948. | 1953. | 1961. | 1971. | 1981. | 1991. | 2001. | 2011. | 2021. |

| broj stanovnika | 1093  | 1382  | 1780  | 2933  | 2943  | 3191  | 3339  | 3243  | 2988  | 3078  | 2881  | 2599  | 2303  | 2155  | 1984  | 1676  | 1352  |
|                 | 1857. | 1869. | 1880. | 1890. | 1900. | 1910. | 1921. | 1931. | 1948. | 1953. | 1961. | 1971. | 1981. | 1991. | 2001. | 2011. | 2021. |

## Gospodarstvo
Razvoj mjesta temelji se na poljoprivrednoj djelatnosti malih gospodarstava. Većina ljudi bavi se poljodjeljstvom te uzgojem krava, svinja, koza i ovaca. Većina njih sadi kukuruz i pšenicu.

## Povijest
Izgradnja sela Ferdinandovac je djelo Vojne krajine, tj. VII kapetanije iz Đurđevca.
Kapetan Rajmund Tarbuk je po nalogu iz Beča trebao naći prikladno mjesto na desnoj obali Drave koje je bilo močvarno, te preseliti Brod s lijeve strane obale. Već tada su bili poznati dijelovi Stari drum, Pavlanci, Kranjica, Neteča Orl jer je taj dio Krnina pripadao nekim vlasnicima iz Đurđevca. Na mjestu centra sela se nalazila uzvisina i hrastova šuma okružena plavnim dijelovima sa svih strana. Dimenzije naselja po nacrtima su trebale biti 800 metara s 2.5 kilometara. Do kolovoza 1844. stara hrastova šuma je posiječena i na tom mjestu je nastalo selo Ferdinandovac.
Ferdinandovac, tj. njegov centar je planiran po uzoru na Bjelovar. Na mjestu današnjeg nogometnog terena su za vrijeme izgradnje crkve bile dvije velike vapnenice koje su kasnije zatrpane. Za prostorni plan bio je odgovoran geometar Franjo Rusan.
Po završetku svih važnih objekata koje jedna naseobina mora imati da može normalno živjeti, pukovnik Filipović i kapetan Tarbuk su prozvali novonastalo selo Ferdinandovac. Ime je izabrano zato što je carska vojska gradila selo a nalog o preseljenju je došao od cara Ferdinanda V iz Beča. Selo Ferdinandovac se otad u puku zove Ferdinant ili kajkavski Ferdinandovec. Ivan Južak je u pismu caru Ferdinandu priopćio da će i župna crkva biti posvećena sv. Ferdinandu, kastiljskom kralju, kojega je Ferdinand V štovao kao svog krsnog zaštitnika.
Župna crkva je i danas posvećena sv. Ferdinandu, te se on slavi, kao i dan sela 30. svibnja. Selo Ferdinandovac je 199dina4. proslavilo 150. godišnjicu postojanja, gdje naravno nije uračunato i postojanje sela Brod. Sam dan preseljenja je bio 9. studenog 1844., tj. selo se gradilo samo tri mjeseca. Selo Brod je tada brojilo 83 obitelji s 830 pučana. Prva godina u novoj naseobini je bila jako teška za ferdinandovčane jer je žetvu uništilo nepogodno vrijeme i poplave. 25. siječnja 1845. Ivan Južak moli cara Ferdinanda V za pomoć u izgradnji crkve i župnog dvora jer ferdinandovčani nemaju ni sredstava ni mogućnosti za takav pothvat. Car Ferdinand V je odobrio sve molbe do najsitnijeg detalja. Sam župnik Ivan Južak te je prve zime stanovao u nedovršenoj novoj školskoj zgradi, gdje je postavio i privremenu kapelu. U proljeće 1845. je postavljen kamen temeljac za novi župni dvor u Ferdinandovcu a Ivan Južak se je uselio u novopodignuti župni dvor 3. rujna te iste godine.
Taj je stari «farof» srušen je u osamdesetim godinama prošlog stoljeća. Taj farof je podigao župnik Stjepan Đurić, a blagoslovio ga je kardinal Franjo Kuharić 1982. 25. travnja 1847., Ivan Južak je blagoslovio crkvu sv. Ferdinanda u Ferdinandovcu. Tom događaju su prisustvovale crkvene i vojne vlasti tadašnje države. Moglo bi se, s potpunim pravom, reći da je župnik Ivan Južak postavio, zajedno s VII kapetanijom iz Đurđevca, temelje selu koje možemo vidjeti danas. Pritom ne misleće zanemariti ostale ljude, župnike i vlasti koje su ga nastavile razvijati i nadograđivati u duhovnom i materijalnom smislu. Pri određivanju međa, župa Ferdinandovac je dobila i 300 kuća koje su prije preseljenja potpadale pod Đurđevac (Đurđevački konaci).
Selo je prije 1945. bilo znano i pod imenom Jelačićevo.

## Poznate osobe
- Stjepan Debeljak Bil, hrvatski partizan, političar i nositelj naslova narodnog heroja
- Mile Dedaković, hrvatski visoki časnik, zapovjednik obrane grada Vukovara
- Mirna Dvorščak
- Katarina Fuček, hrvatska političarka, potpredsjednica Hrvatskoga državnog sabora
- Miroslav Fuček
- Vanja Hecer
- Vladimir Fučijaš
- Slavko Kenđelić
- Damir Kolar
- Milan Kolar
- Marija Agnezija Pantelić, hrvatska paleoslavistica
- Vjekoslav Robotić

## Obrazovanje
- Osnovna škola Ferdinandovac
- Dječji vrtić "Košutica"

## Šport
- NK Ferdinandovac
- ŽNK Ferdinandovac

## Udruge
- Lovačka udruga "Fazan",
- Sportsko ribolovni klub "Štuka",
- Udruga žena,
- Udruga mladih,
- Dobrovoljno vatrogasno društvo Ferdinandovac,
- Bratovština sv. Ferdinanda,
- Udruga umirovljenika Ferdinandovac.

### Članci
- Samardžija, Marko. 2003. Promjene imena hrvatskih naseljenih mjesta od mjeseca travnja do kraja godine 1941. Folia onomastica Croatica. Filozofski fakultet Sveučilišta u Zagrebu. Zagreb.  (12/13): 425–432